# Pronola diffusa
Pronola diffusa là một loài bướm đêm thuộc phân họ Arctiinae, họ Erebidae.